# Liste der Träger des Ritterkreuzes des Eisernen Kreuzes ausländischer Streitkräfte
Die nachfolgende Liste der Träger des Ritterkreuzes des Eisernen Kreuzes ausländischer Streitkräfte beinhaltet alle 43 in der Literatur erwähnten Verleihungen des Ritterkreuzes des Eisernen Kreuzes an Angehörige ausländischer Streitkräfte von August 1941 bis März 1945. Sie enthält ferner die Verleihung etwaiger höherer Stufen des Ritterkreuzes. So erhielten sieben Angehörige ausländischer Streitkräfte später das Eichenlaub zum Ritterkreuz des Eisernen Kreuzes.
An Angehörige ausländischer Streitkräfte wurde das Ritterkreuz des Eisernen Kreuzes 43-mal verliehen: an 18 Rumänen, neun Italiener, acht Ungarn, zwei Slowaken, zwei Finnen, zwei Spanier und zwei Japaner. Die Ordensverleihung für den italienischen Kapitän zur See Enzo Grossi wurde nach dem Krieg aufgrund von Untersuchungsergebnissen, die die eigentlichen Verleihungsgründe in Zweifel zogen, zurückgezogen.

## Verleihungsübersicht

### 1941
| Nummer | Name                                 | Nationalität    | Ritterkreuz        | Eichenlaub           | Position bei der Verleihung                                                                               | Bild |
| 1.     | Ion Victor Antonescu                 | Rumänien (1/18) | 6. August 1941     |                      | Staatsführer Rumäniens                                                                                    |      |
| 2.     | Carl Gustaf Emil Mannerheim          | Finnland (1/2)  | 30. August 1941    | 5. August 1944 (7/7) | Feldmarschall und Oberbefehlshaber der finnischen Armee; Marschall und Präsident der Republik Finnland    |      |
| 3.     | Miklós Horthy                        | Ungarn (1/8)    | 10. September 1941 |                      | Admiral, Politiker und als Reichsverweser langjähriges faktisches Staatsoberhaupt des Königreiches Ungarn |      |
| 4.     | Bela Vitez Miklos, Edler von Dalnoki | Ungarn (2/8)    | 4. Dezember 1941   |                      | Feldmarschallleutnant und Kommandierender General des ungarischen Schnellen Korps                         |      |

### 1942
| Nummer | Name                  | Nationalität    | Ritterkreuz              | Eichenlaub              | Position bei der Verleihung | Bild |
| 5.     | Fedele di Georgio     | Italien (1/9)   | 9. Januar 1942           |                         | Generalleutnant |      |
| 6.     | Mihail Lascăr         | Rumänien (2/18) | 18. Januar 1942          | 22. November 1942 (1/7) | Brigadegeneral und Kommandeur der rumänischen Gebirgs-Brigade; Generalleutnant und Kommandeur der rumänischen 6. Infanterie-Division |      |
| 7.     | Augustín Malár        | Slowakei (1/2)  | 23. Januar 1942          |                         | Generalmajor und Kommandeur der slowakischen schnellen Division                                                                      |      |
| 8.     | Giovanni Messe        | Italien (2/9)   | 23. Januar 1942          |                         | Korpsgeneral und Oberbefehlshaber der 8. italienischen Armee                                                                         |      |
| 9.     | Ugo de Carolis        | Italien (3/9)   | 9. Februar 1942 (postum) |                         | Generaloberst und Divisionskommandeur                                                                                                |      |
| 10.    | Ugo Cavallero         | Italien (4/9)   | 14. Februar 1942         |                         | Generaloberst und Chef des Generalstabs der italienischen Streitkräfte                                                               |      |
| 11.    | Agustín Muñoz Grandes | Spanien (1/2)   | 12. März 1942            | 13. Dezember 1942 (2/7) | Generalleutnant und Kommandeur der spanischen Freiwilligen-Division                                                                  |      |
| 12.    | Jozeph Turaneč        | Slowakei (2/2)  | 7. August 1942           |                         | Generalmajor und Kommandeur einer slowakischen Division                                                                              |      |
| 13.    | Corneliu Dragalina    | Rumänien (3/18) | 9. August 1942           |                         | Generalleutnant und kommandierender General des rumänischen 6. Korps                                                                 |      |
| 14.    | Gheorghe Manoliu      | Rumänien (4/18) | 30. August 1942          |                         | Divisionsgeneral und Kommandeur der rumänischen Gebirgs-Division                                                                     |      |
| 15.    | Petre Dumitrescu      | Rumänien (5/18) | 2. September 1942        | 4. April 1944 (5/7)     | Generaloberst und Oberbefehlshaber der rumänischen 3. Armee                                                                          |      |
| 16.    | Enzo Grossi           | Italien (5/9)   | 7. Oktober 1942          |                         | Fregattenkapitän und U-Boot-Kommandant                                                                                               |      |
| 17.    | Ioan Dumitrache       | Rumänien (6/18) | 21. November 1942        |                         | Generalmajor und Kommandeur der rumänischen 2. Gebirgsdivision                                                                       |      |
| 18.    | Gheorghe Răscănescu   | Rumänien (7/18) | 4. Dezember 1942         |                         | Major und Bataillonsführer |      |
| 19.    | Nicolae Tătăranu      | Rumänien (8/18) | 17. Dezember 1942        |                         | Generalmajor und Kommandeur der rumänischen 20. Infanterie-Division                                                                  |      |
| 20.    | Radu Korne            | Rumänien (9/18) | 18. Dezember 1942        |                         | Oberst und Kommandeur einer rumänischen Kavallerie-Division                                                                          |      |

### 1943
| Nummer | Name                          | Nationalität     | Ritterkreuz           | Eichenlaub             | Position bei der Verleihung                                                | Bild |
| 21.    | Carlo Fecia di Cossato        | Italien (6/9)    | 19. März 1943         |                        | Fregattenkapitän und U-Boot-Kommandant                                     |      |
| 22.    | Ioan Hristea                  | Rumänien (10/18) | 28. März 1943         |                        | Oberst und Kommandeur des rumänischen 2. Kavallerie-Regiments              |      |
| 23.    | Gusztáv Jány                  | Ungarn (3/8)     | 31. März 1943         |                        | Generaloberst und Oberbefehlshaber der ungarischen Armee                   |      |
| 24.    | Italo Gariboldi               | Italien (7/9)    | 2. April 1943         |                        | Generaloberst und Befehlshaber der 8. italienischen Armee                  |      |
| 25.    | Giulio Martinat               | Italien (8/9)    | 3. April 1943         |                        | Brigadegeneral                                                             |      |
| 26.    | Ioan Pălăghiţă                | Rumänien (11/18) | 7. April 1943         |                        | Major                                                                      |      |
| 27.    | Gianfranco Gazzana Priaroggia | Italien (9/9)    | 26. Mai 1943 (postum) |                        | Korvettenkapitän und U-Boot-Kommandant                                     |      |
| 28.    | Isoroku Yamamoto              | Japan (1/2)      | 27. Mai 1943          | 27. Mai 1943 (3/7)     | Großadmiral und Oberbefehlshaber der japanischen Flotte                    |      |
| 29.    | Corneliu Teodorini            | Rumänien (12/18) | 27. August 1943       | 8. Dezember 1943 (4/7) | Oberst/Generalmajor und Kommandeur der 6. motorisierte Kavallerie-Division |      |
| 30.    | Emilio Esteban-Infantes       | Spanien (2/2)    | 3. Oktober 1943       |                        | Generalleutnant und Kommandeur der spanischen Freiwilligen-Division        |      |
| 31.    | Leonard Mociulschi            | Rumänien (13/18) | 19. Dezember 1943     |                        | Generalmajor und Kommandeur der rumänischen Gebirgs-Division               |      |

### 1944
| Nummer | Name                 | Nationalität     | Ritterkreuz       | Eichenlaub         | Position bei der Verleihung                                                  | Bild |
| 32.    | Ermil Gheorghiu      | Rumänien (14/18) | 4. April 1944     |                    | Generalmajor und Chef des Generalstabes der rumänischen Luftwaffe            |      |
| 33.    | Emanoil Ionescu      | Rumänien (15/18) | 10. Mai 1944      |                    | Generalmajor und Kommandeur des rumänischen Fliegerkorps I                   |      |
| 34.    | Koga Mineichi        | Japan (2/2)      | 12. Mai 1944      | 12. Mai 1944 (6/7) | Großadmiral und japanischer Flottenchef                                      |      |
| 35.    | Horia Macellariu     | Rumänien (16/18) | 21. Mai 1944      |                    | Konteradmiral                                                                |      |
| 36.    | Géza Lakatos         | Ungarn (4/8)     | 24. Mai 1944      |                    | Generaloberst und Oberbefehlshaber der ungarischen Ostarmee                  |      |
| 37.    | Edgar Rădulescu      | Rumänien (17/18) | 3. Juli 1944      |                    | Brigadegeneral und Kommandeur einer rumänischen Infanterie-Division          |      |
| 38.    | Ioan Mihail Racoviţă | Rumänien (18/18) | 8. Juli 1944      |                    | General der Kavallerie und Oberbefehlshaber der rumänischen 4. Armee         |      |
| 39.    | Axel Erik Heinrichs  | Finnland (2/2)   | 5. August 1944    |                    | General der Infanterie und Chef des Generalstabs der finnischen Streitkräfte |      |
| 40.    | József Heszlényi     | Ungarn (5/8)     | 28. Oktober 1944  |                    | Feldmarschallleutnant und Führer der ungarischen 3. Armee                    |      |
| 41.    | Mihály Ibrányi       | Ungarn (6/8)     | 26. November 1944 |                    | Feldmarschallleutnant und Kommandeur der ungarischen Kavallerie-Division     |      |

### 1945
| Nummer | Name          | Nationalität | Ritterkreuz     | Eichenlaub | Position bei der Verleihung | Bild |
| 42.    | Zoltán Szügyi | Ungarn (7/8) | 12. Januar 1945 |            | Oberst                      |      |
| 43.    | Dezső László  | Ungarn (8/8) | 5. März 1945    |            | Generaloberst               |      |